# دونا اوزبیا
دونا اوزبیا (به پرتغالی: Dona Euzébia) یک منطقهٔ مسکونی در برزیل است که در میناز ژرایس واقع شده‌است. دونا اوزبیا ۶٬۶۱۹ نفر جمعیت دارد.